# Carlos Gabín
Carlos Gabín, né le 25 novembre 1906 et mort en 1956, est un ancien joueur de basket-ball uruguayen.

## Palmarès
- Champion d'Amérique du Sud 1930
- Champion d'Amérique du Sud 1937
- Champion d'Amérique du Sud 1935